# Henrik Anker Steen
Henrik Anker Steen, född 26 november 1912 i Berlin, Tyskland, död 14 mars 1970, var en norsk skådespelare, regissör och översättare.

## Biografi
Anker Steen var engagerad vid Det Nye Teater, Trøndelag Teater, Folketeatret, Oslo Nye Teater, Det norske teatret och Nationaltheatret. Vid sidan av teatern verkade han som film- och TV-skådespelare. Han debuterade 1949 i Edith Carlmars Kärleken blir din död. På 1960-talet var han verksam vid TV-teatern. Han gjorde sammanlagt ett 20-tal roller 1949–1970.
Som regissör var han verksam vid teatern, men regisserade också TV-teatern Duell 1962. Därtill översatte han dramatik från engelska och danska.

## Familj
Henrik Anker Steen var gift med skådespelaren Ragnhild Michelsen. Han var son till depotchef Bernt Anker Steen (1885–1953) och Maren Louise Rudolph (1876–1951).

## Filmografi (urval)
- 1949 – Kärleken blir din död
- 1952 – Andrine og Kjell
- 1955 – Foreign Intrigue (TV-serie)
- 1956 – Gylne ungdom
- 1957 – På slaget åtte
- 1961 – Hans Nielsen Hauge
- 1961 – Bussen
- 1962 – Stompa & Co
- 1966 – Hurra för Anderssons
- 1968 – Smuglere
- 1970 – Operasjon V for vanvidd